# جواد الجاسم
الشيخ جواد الجاسم الطاهري الأحسائي (1393 هـ -). هو رجل دين شيعي أحسائي معاصر.

## ولادته ونشأته
ولد الجاسم بمدينة الهفوف الواقعة في منطقة الأحساء في الخامس عشر من شهر محرم الحرام 1393 هـ، وقد ابتدأ دراسته بقراءة القرآن عام 1399 هـ فترة إقامته في كربلاء.
وبعد رجوعه إلى الأحساء التحق بالحلقة الدراسية لحسين القريشي حيث درس الرسالة العملية وأصول الدين لحسن الإحقاقي. وقد ارتقى المنبر سنة 1404 هـ كرادود حسيني في كل من الحسينية العباسية والحسينية الكاظمية.
وفي عام 1407 هـ التحق بالحلقات الدراسية في كل من حسينية الحداديد والحسينية الرضوية ومسجد الإمام الحسن, كما أنه قد أنهى خلال تلك الفترة دراسة جميع المقدمات, وبعد نهاية المقدمات بدأ الخطابة في المدينة المنورة في بعض الحملات وكان صغير السن.

## تعمقه بالدراسة الحوزوية
في عام 1409 هـ تعمّق الجاسم بدراساته الحوزوية بابتداءه دراسة السطوح العالية وأنهاها عام 1414 هـ ومن أبرز أساتذته في السطوح العليا: إبراهيم الزنجاني؛ حيث درس عنده الرسائل لمرتضى الأنصاري، والمنظومة لهادي السبزواري، وكشف المراد والتجريد في الاعتقاد للطوسي للحلي. ومحمد باقر الناصري؛ درس عنده المكاسب لمرتضى الأنصاري. وسلطان الفاضل؛ درس عنده الكفاية للآخوند الخرساني.
وفي عام 1415 حضر بحث الخارج على أيدي مجموعة من العلماء وأبرزهم:
| - محمد طاهر الخاقاني. - سلطان الفاضل. - محمد تقي المدرسي. - صادق بن يوسف الحكيم. | - عبد المنعم الحكيم. - إبراهيم الأنصاري. - محمد علي الطباطبائي. - عبد الرسول الإحقاقي. |

وكانت دراسته في البلاد عبر الدراسة الذاتية والدروس المسجلة، وأما دراسته خارج البلاد فكانت في الصيف حيث أنه قام بالجمع بين الدراسة الجامعية والدراسة الحوزوية, وتفرغ للدراسة الحوزوية في عامي 1416 هـ و1417 هـ، وكانت دراسته مترددةً ما بين الكويت وقم وسوريا, وكان قد التقى بعدد من علماء الشيعة بالنجف واستجازهم فأجازوه؛ فحصل على إجازات خطيّة من: حسن الإحقاقي، وعبد الرسول الإحقاقي، وعلاء الدين الغريفي، وصادق الحسيني الشيرازي، وإبراهيم الزنجاني، ومحمد علي الطباطبائي، ومحمد مهدي الخلخالي، ومهدي المرعشي.
بل وحصل على إجازة رواية من طرق أهل السنة من محمد بن سالم بن حفيظ الشافعي، بالإضافة إلى إجازات شفهية من بعض علماء الشيعة الآخرين.

## مؤلفاته
| - الأسس الأصولية. - الأفكار الأصولية. - أسرار الملكوت الأعلى في أدعية القنوت. - الجدال العقلي والبراهين الفؤادية. - أخلاق الروحانيين في تهذيب النفس والسلوك. | - صرخة المنبر بين وعي المثقف وأزمة التخلف. - المعراج النوراني في المحافظة على الصلاة الوسطى. - حقيقة الحجاب والمرأة المثالية. - النور الأعظم في سيرة الرسول الأكرم وآله الطاهرين. - التجلي الأعظم في سجدة الشكر. - الاصطلاحات الأوحدية. |

بالإضافة إلى بحوث مخطوطة في الطهارة والصلاة، بحوث في البيع والمكاسب المحرمة.

## وصلات خارجية
- الباقيات الصالحات - الموقع الرسمي لجواد الجاسم